# Gouvernement Spaak III
Royaume de Belgique
Huysmans Spaak IV
Pour les articles homonymes, voir Gouvernement Spaak.
Le gouvernement P-H. Spaak III est un gouvernement belge composé de socialistes et de sociaux-chrétiens. Il fonctionne du 20 mars 1947 au 19 novembre 1948.

## Composition
| Ministère                                                          | Nom                                     | Parti           |
| ------------------------------------------------------------------ | --------------------------------------- | --------------- |
| Premier ministre et ministre des Affaires étrangères               | Paul-Henri Spaak                        | Socialiste      |
| Ministre de la Coordination économique et du Rééquipement national | Paul De Groote                          | socialiste      |
| Ministre des Finances                                              | Gaston Eyskens                          | social-chrétien |
| Ministre de la Justice                                             | Paul Struye                             | social-chrétien |
| Ministre du Budget                                                 | Joseph Merlot                           | Socialiste      |
| Ministre de l'Instruction Publique                                 | Camille Huysmans                        | Socialiste      |
| ministre des Travaux publics                                       | Oscar Behogne                           | social-chrétien |
| ministre des Communications                                        | Achille van Acker                       | Socialiste      |
| ministre du Travail et de la Prévoyance sociale                    | Léon-Éli Troclet                        | Socialiste      |
| ministre des Affaires économiques et des Classes moyennes          | Jean Duvieusart                         | social-chrétien |
| ministre de l'Agriculture                                          | Maurice Orban                           | social-chrétien |
| ministre des Colonies                                              | Pierre Wigny                            | social-chrétien |
| ministre de l'Intérieur                                            | Pierre Vermeylen                        | socialiste      |
| ministre de la Reconstruction                                      | Robert De Man                           | social-chrétien |
| ministre de la Santé publique et de la Famille                     | Alfons Verbist                          | social-chrétien |
| ministre de la Défense nationale                                   | Raoul de Fraiteur                       | technicien      |
| ministre du Commerce extérieur                                     | François-Xavier van der Straten-Waillet | social-chrétien |
| ministre du Ravitaillement et des Importations                     | Georges Moens de Fernig                 | technicien      |
| ministre du Combustible et de l'Energie                            | Achille Delattre                        | socialiste      |